# Villel de Mesa
Villel de Mesa é um município da Espanha na província de Guadalajara, comunidade autónoma de Castilla-La Mancha, de área 36,57 km² com população de 227 habitantes (2004) e densidade populacional de 6,21 hab/km².

## Demografia
| Variação demográfica do município entre 1991 e 2004 | Variação demográfica do município entre 1991 e 2004 | Variação demográfica do município entre 1991 e 2004 | Variação demográfica do município entre 1991 e 2004 |
| --------------------------------------------------- | --------------------------------------------------- | --------------------------------------------------- | --------------------------------------------------- |
| 1991                                                | 1996                                                | 2001                                                | 2004                                                |
| 280                                                 | 271                                                 | 245                                                 | 227                                                 |